# Đồng nghiệp (kịch)
Đồng nghiệp (tiếng Nga: Сослуживцы) là một vở hài kịch trữ tình của Emil Braginsky và Eldar Ryazanov, ra đời năm 1971.

## Nội dung

### Nhân vật
- Anatoly Yefremovich Novoseltsev
- Lyudmila Prokofyevna Kalugin
- Thư ký Vera
- Shurochka
- Yury Grigoryevich Samokhvalov
- Olya
- Pyotr Bublikov

## Chuyển thể

### Sân khấu
Từ khi ra đời đến nay, vở kịch đã được dàn dựng hơn 100 lần.

### Điện ảnh
- Đồng nghiệp (phim truyền hình, 1973)
- Chuyện tình công sở (phim truyền hình, 1977)
- Chuyện tình công sở. Thời đại của chúng ta (phim truyền hình, 2011)